# Pierced from Within
Albums de Suffocation
Breeding the Spawn Despise the Sun
Pierced From Within est le 3e album studio du groupe de brutal death metal américain Suffocation. Il est sorti en 1995 et a été réédité en 2003, aux côtés de l'album Effigy of the Forgotten, dans le double CD Two from the Vault.
Ce disque reste une référence dans le death metal tant par la qualité technique et brutale de la composition mais aussi par la qualité de la production (Scott Burns étant aux manettes). De nombreux titres de cette production sont régulièrement joués à leurs concerts.
Cet album est très bien accueilli par les fans qui se réconcilient avec le groupe après la déception du précédent album bien mal produit.
Deux morceaux sont remis à jour sur cet album : "Synthetically Revived" (de l'EP Human Waste sorti en 1991) et "Breeding the Spawn" (du précédent album du même nom sorti en 1993).

## Liste des chansons de l'album
1. Pierced From Within - 4:26
2. Thrones Of Blood - 5:14
3. Depths Of Depravity - 5:33
4. Suspended In Tribulation - 6:31
5. Torn Into Enthrallment - 5:25
6. The Invoking - 4:36
7. Synthetically Revived - 3:53
8. Brood Of Hatred - 4:36
9. Breeding The Spawn - 5:09

## Crédits
- Frank Mullen - chant
- Terrance Hobbs - guitare
- Doug Cerrito - guitare
- Chris Richards - basse
- Doug Bohn - batterie